# Ganado (Arizona)
Ganado – jednostka osadnicza w Stanach Zjednoczonych, w stanie Arizona, w hrabstwie Apache.